# Siurte, Ujhorod
Siurte (în ucraineană Сюрте) este localitatea de reședință a comunei Siurte din raionul Ujhorod, regiunea Transcarpatia, Ucraina.

## Demografie
Componența lingvistică a localității Siurte
     Maghiară (78,77%)
     Ucraineană (19,76%)
     Alte limbi (1,32%)
Conform recensământului din 2001, majoritatea populației localității Siurte era vorbitoare de maghiară (78,77%), existând în minoritate și vorbitori de ucraineană (19,76%).